# Lambayeque, Peru
Lambayeque är en stad i norra Peru i departementet Lambayeque. Befolkningen uppgick till 47 082 invånare 2015